# Nilosyrtis Mensae
Nilosyrtis Mensae est une région de mesas située sur la planète Mars dans le quadrangle de Casius sur le rivage septentrional de Terra Sabaea en bordure d'Utopia Planitia, s'estompant progressivement jusqu'aux collines de Colles Nili. Centrée par 34,7° N et 67,9° E, elle s'étend sur 705 km, avec une altitude comprise entre 0 et 1 000 m sous le niveau de référence.
Cette région au relief chaotique se situe au contact d'une part du domaine des hautes terres anciennes et fortement cratérisées de l'hémisphère sud remontant au Noachien, et, d'autre part, du domaine des grandes plaines basses et sans relief de l'hémisphère nord constituées de terrains plus récents datant de l'Amazonien ; la région de Nilosyrtis elle-même aurait une datation intermédiaire, situant sa formation à l'Hespérien.